# Sebastopol (Kalifornia, Sonoma megye)
Sebastopol város az USA Kalifornia államában, Sonoma megyében. Lakosainak száma 7521 fő (2020. április 1.).

## Népesség
A település népességének változása:

| 2010 | 7 379 |
| 2020 | 7 521 |